# Holyhead Island

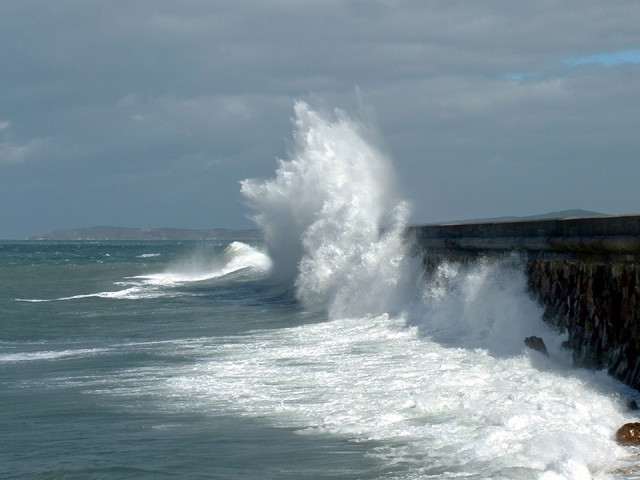
Mare in burrasca di fronte a Holyhead Island

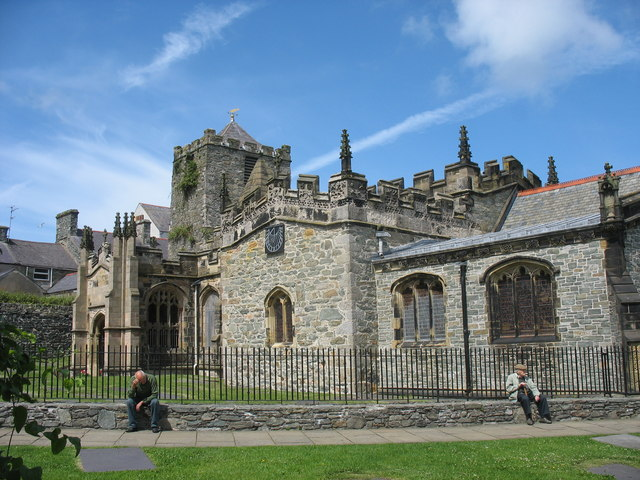
La Chiesa di San Cybi, a Holyhead

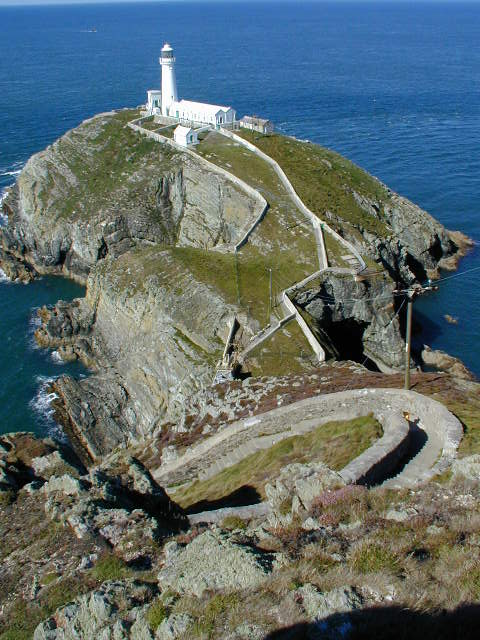
Il Faro di South Stack

Holyhead Island, comunemente nota come Holy Island (in gallese: Ynys Gybi; 39,42 km², 13.500 ab. circa), è un'isola sul Mare d'Irlanda del Galles nord-occidentale, situata di fronte all'isola di Anglesey, da cui è separata da uno stretto braccio di mare e da banchi di sabbia.
Il nome Holy Island ("isola santa") fa riferimento alla presenza sull'isola, nel VI secolo di San Cybi (da cui il nome in gallese). Holyhead Island è invece il nome storico dell'isola.
Centro principale dell'isola è Holyhead, punto di collegamento via mare con l'Irlanda.

## Geografia

### Collocazione
Holy Island (da non confondere con l'isola dell'Inghilterra chiamata Holy Island o Lindisfarne o con l'isola della Scozia chiamata Holy Isle) si trova ad ovest/nord-ovest dell'isola di Anglesey e, più precisamente, a nord della località di Rhosneigr.

### Dimensioni
L'isola misura circa 7 miglia in lunghezza

### Località
Località dell'isola sono:
- Holyhead
- Rhoscolyn
- Trearddur[5][6][7]

### Territorio
Il punto più elevato dell'isola è rappresentato dal Monte Holyhead (Holyhead Mountain), dell'altezza di 219 metri.
A nord/nord ovest dell'isola sorgono gli scogli chiamati South Stack e North Stack.

## Demografia
Al censimento del 2001, Holyhead Island contava una popolazione pari a 13.579 abitanti.

## Storia
Nel VI secolo giunse sull'isola Cybi, un monaco appena tornato da un pellegrinaggio a Gerusalemme.
Cybi ottenne il permesso da re Maelgwyn del Gwynedd di utilizzare il terreno dell'isola per costruirvi un monastero.

## Archeologia
L'isola vanta una delle maggiori concentrazioni di siti preistorici di tutto il Galles. Vi si trovano, tra l'altro, menhir, cerchi di pietre, camere di sepoltura, ecc.

## Edifici e luoghi d'interesse
- Forte di Cybi[1]
- Chiesa di San Cybi, a Holyhead[4]
- Faro di South Stack[8]
- Ty Mawr, "capanne" in pietra, databili tra il Neolitico e l'epoca romana[4][10]
- Holyhead Maritime Museum, a Holyhead[4]
- Ellin's Tower Seabird Centre[8]